# Lattmann Tamás
Lattmann Tamás (Budapest, 1976. augusztus 12. –) magyar jogász, nemzetközi jogász.

## Szakmai tevékenysége
2000-ben végzett az ELTE Állam- és Jogtudományi Karán. 2013-ban szerzett ugyanott PhD fokozatot. A disszertáció témáját a fegyveres erő terrorizmussal szembeni alkalmazásának problémája képezte. Egyéb kutatási és szakterületei a nemzetközi humanitárius jog, az emberi jogok védelme, a nemzetközi hadijog megsértéséért való jogi felelősségre vonás modern intézményi formái, valamint az európai közjogi és intézményi rendszer alkotmányossági problémái.
2004-ben adjunktus lett a Zrínyi Miklós Nemzetvédelmi Egyetemen, majd a Nemzeti Közszolgálati Egyetemen. 2013 decembere óta egyetemi docens az NKE Nemzetközi Intézetben. 2000 óta tanít az ELTE ÁJK Nemzetközi Jogi Tanszéken, 2004 óta tanársegéd. Több más felsőoktatási intézményben meghívott előadó.
2019. december 8-án a Nemzeti Közszolgálati Egyetem egy szexistának ítélt facebook-bejegyzése miatt megszüntette docensi státusát.

## Politikai tevékenysége
2015. március 15-én 19 kérdésből álló „rendszerbontó” népszavazást kezdeményezett társaival, Gulyás Balázzsal és Vajda Zoltánnal. Ebből hármat hitelesített a Nemzeti Választási Bizottság (NVB), de egyet a Kúria elutasított. Ezután újabb 9 kérdést nyújtottak be, amelyek közül kettőt hitelesített az NVB. Létrehozták az Új Magyar Köztársaság Egyesületet (ÚMKE), melynek Lattmann az egyik ügyvivője lett. A tankötelezettség 18 éves korhatárra való visszaállítására vonatkozó kérdésben 87 483 aláírást gyűjtöttek a szükséges 200 ezer helyett, a kötelező kamarai tagság eltörléséről is kb. ugyanennyit, végül a képviselők nyugdíjáról, illetve a gyermekvédelemre szorulók ingyenes iskolai étkezéséről szóló kérdések is érdektelenségbe fulladtak.
2017 január végén bejelentette, hogy a baloldali pártok miniszterelnök-jelöltje kíván lenni.
2017. szeptember 26-án beszélt arról, hogy 2016 végén az MSZP, a DK, az Együtt és a Párbeszéd képviselőjével folytatott tárgyalásokat a lehetséges közös ellenzéki miniszterelnök-jelölti pozíciójáról, de Botka László miniszterelnök-jelölti színrelépésével ez semmissé vált. Elmondta azt is, hogy Botka kampányát és politikai viselkedését kudarcnak ítéli, amit neki is jelzett, az egykori megkereséssel pedig Botka szeptember 26-i „választási szövetsége” miatt állt elő, ami szerinte Botka megadását jelenti. Ezután a Magyar Progresszív Mozgalom tagja lett, aminek nyitóülésén szintén szót ejtett a dologról. Az MSZP viszont tagadta, hogy Lattmann a miniszterelnök-jelöltje lett volna, és ezt később az Együtt, majd a Párbeszéd is cáfolta.
2023-ban a Fővárosi Törvényszék jogerős ítéletében két rendbeli rágalmazás miatt bűnösnek találta és egy évre próbára bocsátotta és a bűnügyi költségek megfizetésére kötelezte, mert a 2006-os erőszakos tömegoszlatás áldozatait képviselő ügyvédeket ügyvédi maffiának nevezte.

## Publikációi
Mintegy negyven írást jelentetett meg a nemzetközi jog, a nemzetközi hadijog, emberi jogok és európai jog témájában. 2010-ben Kardos Gáborral társszerkesztésében jelent meg a Nemzetközi jog (Eötvös Kiadó, 2010) című, kifejezetten nem jogászok számára készült tankönyv, amelyet több hazai egyetemen is használnak. „Európa tehetetlensége a posztkommunista államokkal szemben” című tanulmánya megjelent a Magyar Bálint által szerkesztett, 2013 őszén megjelent Magyar polip című kötetben.
Alapító szerkesztője a Kül-Világ internetes tudományos folyóiratnak. Emellett tagja több más folyóirat szerkesztőbizottságának.

### Kötetei
- A fegyveres erő terrorizmussal szembeni alkalmazásának nemzetközi jogi körvonalai; Dialóg Campus, Bp., 2018 (Nemzetközi és európai tanulmányok)

### Fordításai
- Tim Newark: Sorsfordító ütközetek - 50 csata, amely megváltoztatta a modern történelem menetét. Zrínyi Nyomda Rt., Bp. 2004. ISBN 9789633273791

### Szerkesztőként
- International Protection of Human Rights. NKE Kiadó. Budapest, 2014. ISBN 9786155491429